# Darriwiliense
| Era Eratema | Periodo Sistema | Época Serie         | Edad Piso                  | Inicio, en millones de años |
| ----------- | --------------- | ------------------- | -------------------------- | --------------------------- |
| Paleozoico  | Pérmico         | Pérmico             | Pérmico                    | 298,9±0,15                  |
| Paleozoico  | Carbonífero     | Carbonífero         | Carbonífero                | 358,86±0,19                 |
| Paleozoico  | Devónico        | Devónico            | Devónico                   | 419,62±1,36                 |
| Paleozoico  | Silúrico        | Silúrico            | Silúrico                   | 443,1±0,9                   |
| Paleozoico  | Ordovícico      | Superior / Tardío   | Hirnantiense Hirnantiano   | 445,2±0,9                   |
| Paleozoico  | Ordovícico      | Superior / Tardío   | Katiense Katiano           | 452,8±0,7                   |
| Paleozoico  | Ordovícico      | Superior / Tardío   | Sandbiense Sandbiano       | 458,2±0,7                   |
| Paleozoico  | Ordovícico      | Medio               | Darriwiliense Darriwiliano | 469,4±0,9                   |
| Paleozoico  | Ordovícico      | Medio               | Dapingiense Dapingiano     | 471,3±1,0                   |
| Paleozoico  | Ordovícico      | Inferior / Temprano | Floiense Floiano           | 477,1±1,2                   |
| Paleozoico  | Ordovícico      | Inferior / Temprano | Tremadociense Tremadociano | 486,8±1,5                   |
| Paleozoico  | Cámbrico        | Cámbrico            | Cámbrico                   | 538,8±0,6                   |

El Darriwiliense o Darriwiliano es el segundo y último piso y edad del Ordovícico Medio en la escala temporal geológica. Sucede al Dapingiense y precede al Sandbiense (primer piso del Ordovícico Superior/Tardío). Se inició hace unos 469,4 millones de años y terminó hace unos 458,2 millones de años.
El Darriwiliensefue introducido en la literatura científica por el geólogo y biólogo australiano Thomas Sergeant Hall en 1899. El nombre procede de Darriwil, una parroquia del condado de Grant (estado de Victoria, Australia).

## Sección estratotipo y punto de límite global (GSSP)
La sección estratotipo y punto de límite global (GSSP) para la base del piso Darriwiliense está situado en la sección de Huangnitang, en el condado de Changshan (provincia de Zhejiang, China). Se caracteriza por la primera aparición del  graptolito Undulograptus austrodentatus. La zona de graptolitos Undulograptus austrodentatus se reconoce en afloramientos de todo el mundo, lo que hace a la base del Darriwiliense fácilmente correlacionable. El piso y el GSSP fueron aprobados por la Comisión Internacional de Estratigrafía y ratificados posteriormente por la Unión Internacional de Ciencias Geológicas en enero de 1987.
El techo del Darriwiliense se define por el GSSP de la base del Sandbiense, que se caracteriza por la primera aparición del  graptolito Nemagraptus gracilis.